# Cheyne Gadson
Cheyne Charlye Gadson (Brooklyn, 17 luglio 1980) è un ex cestista statunitense.

## Palmarès
- Campione CBA (2006)